# Конрад Бафф IV
Конрад Бафф IV (англ. Conrad Buff IV) (род. 8 июля 1948) — американский монтажер. Запомнился работами с Джеймсом Кэмероном. Обладатель Оскара. В фильме «Терминатор 2: Судный день» впервые внедрил фантастический сюжет в реальность. В следующей заметной работе – картине «Титаник» – при помощи современных компьютерных технологий в деталях воссоздал крушение легендарного лайнера (премия «Оскар»). Конрад Бафф IV занимается также производством спецэффектов. Является членом ассоциации монтажёров США.

## Фильмография
- Звёздные войны. Эпизод V. Империя наносит ответный удар (1980)
- Индиана Джонс: В поисках утраченного ковчега (1981)
- Охотники за привидениями (1984)
- 2010 (1984)
- Бездна (1989)
- Терминатор 2: Судный день (1991)
- Правдивая ложь (1994)
- Пик Данте (1997)
- Титаник (1997)
- Тринадцать дней (2000)
- Тренировочный день (2001)
- Слезы солнца (2003)
- Стрелок (2007)
- Терминатор: Да придёт спаситель (2009)
- Повелитель стихий (2010)